# 春福杓蛤
春福杓蛤（学名：Cuspidaria chunfui），是笋螂目杓蛤科杓蛤属的一种。主要分布于台湾，常栖息在深海。